# Sorghum intrans
Sorghum intrans är en gräsart som beskrevs av Ferdinand von Mueller och George Bentham. Sorghum intrans ingår i släktet durror, och familjen gräs. Inga underarter finns listade i Catalogue of Life.